# Титков (Браила)
Титков (рум. Titcov) насеље је у Румунији у округу Браила у општини Фрекацеј. Oпштина се налази на надморској висини од 3 m.

## Становништво
Према подацима из 2002. године у насељу је живело 582 становника, од којих су сви румунске националности.